# Cratere Lyapunov
Lyapunov è un cratere lunare di 67,58 km situato nella parte nord-orientale della faccia visibile della Luna. È intitolato al matematico russo Aleksandr Michajlovič Ljapunov, autore di fondamentali ricerche sulla stabilità dei sistemi dinamici.